# Barokní městské opevnění (Hradec Králové)
Barokní městské opevnění Hradce Králové je část fortifikace města Hradec Králové, která vznikla v 18. století.

## Historie

### Opevnění vybudované Švédy
Po neúspěšném obléhání Prahy v roce 1639 (tedy za třicetileté války) se švédské vojsko pod vedením generála Johana Banéra vydalo k Hradci Králové, kde 17. června zahájilo útok na město. Vzhledem k nepříznivému poměru sil zahájila městská rada záhy vyjednávání a Švédové město obsadili. Drželi je pak až do února 1640, kdy je císařští dobyli zpět. V průběhu této doby švédská vojska doplnila již existující středověké městské opevnění Hradce Králové o další prvky. Nové švédské opevnění mělo podobu valů podpořených palisádou a vodním příkopem. Švédi svojí hlavní obrannou linií vlastně posílili původní středověkou hradbu vedoucí kolem úpatí návrší, na kterém stojí historické jádro města. Na obranné linii bylo umístěno osm bastionů. Před dvěma branami města pak byly umístěny dvě samostatné pevnůstky, jejichž úkolem bylo chránit jak samotné brány, tak silnice k nim směřující. Kvůli budování švédského opevnění bylo v Hradci Králové údajně poničeno či zcela zbořeno asi 400 domů. Pro opevnění pocházející z tohoto období se později vžilo označení "švédské šance".

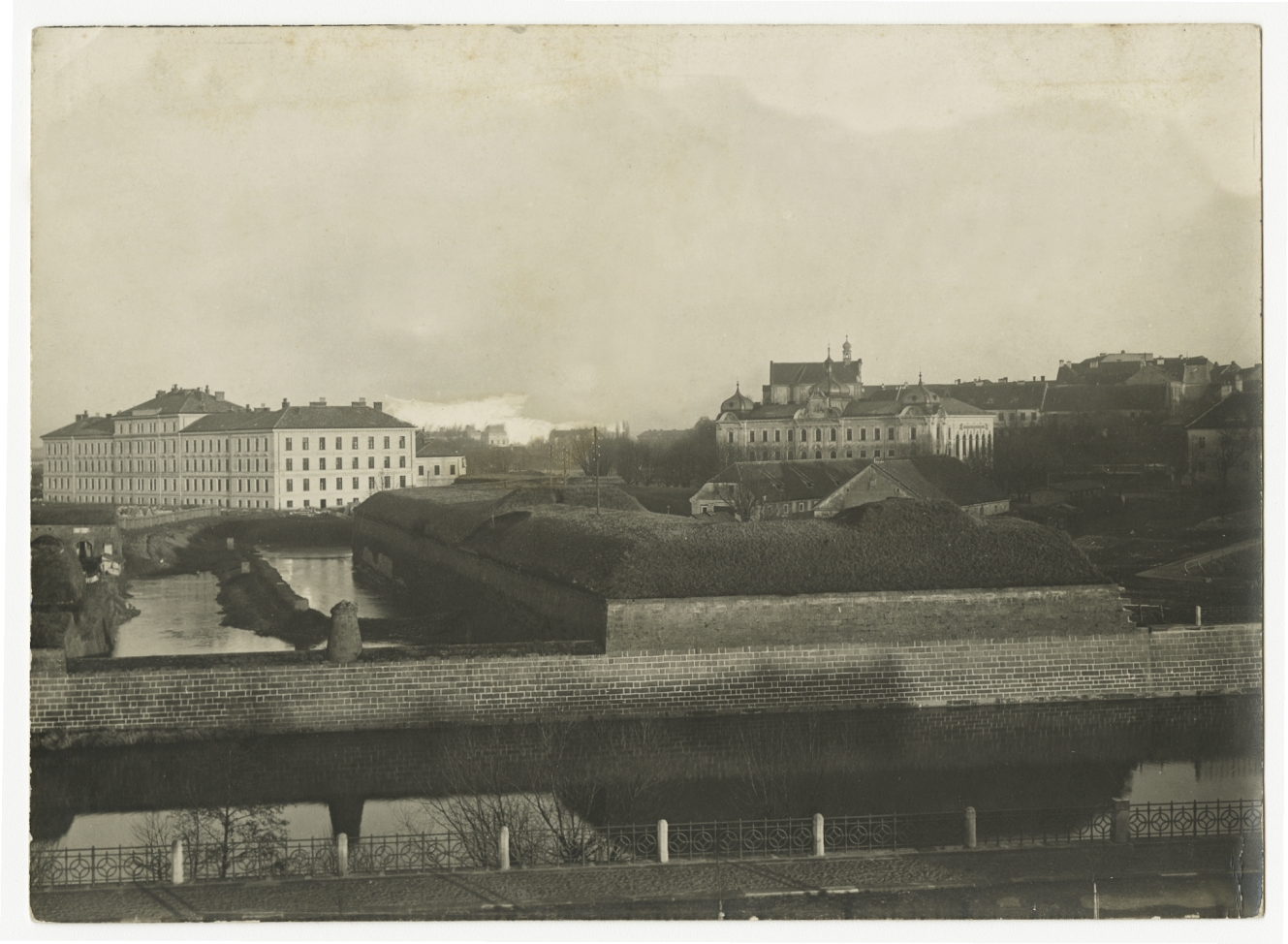
Barokní opevnění na konci 19. století, vlevo jsou už vidět Gayerova kasárna

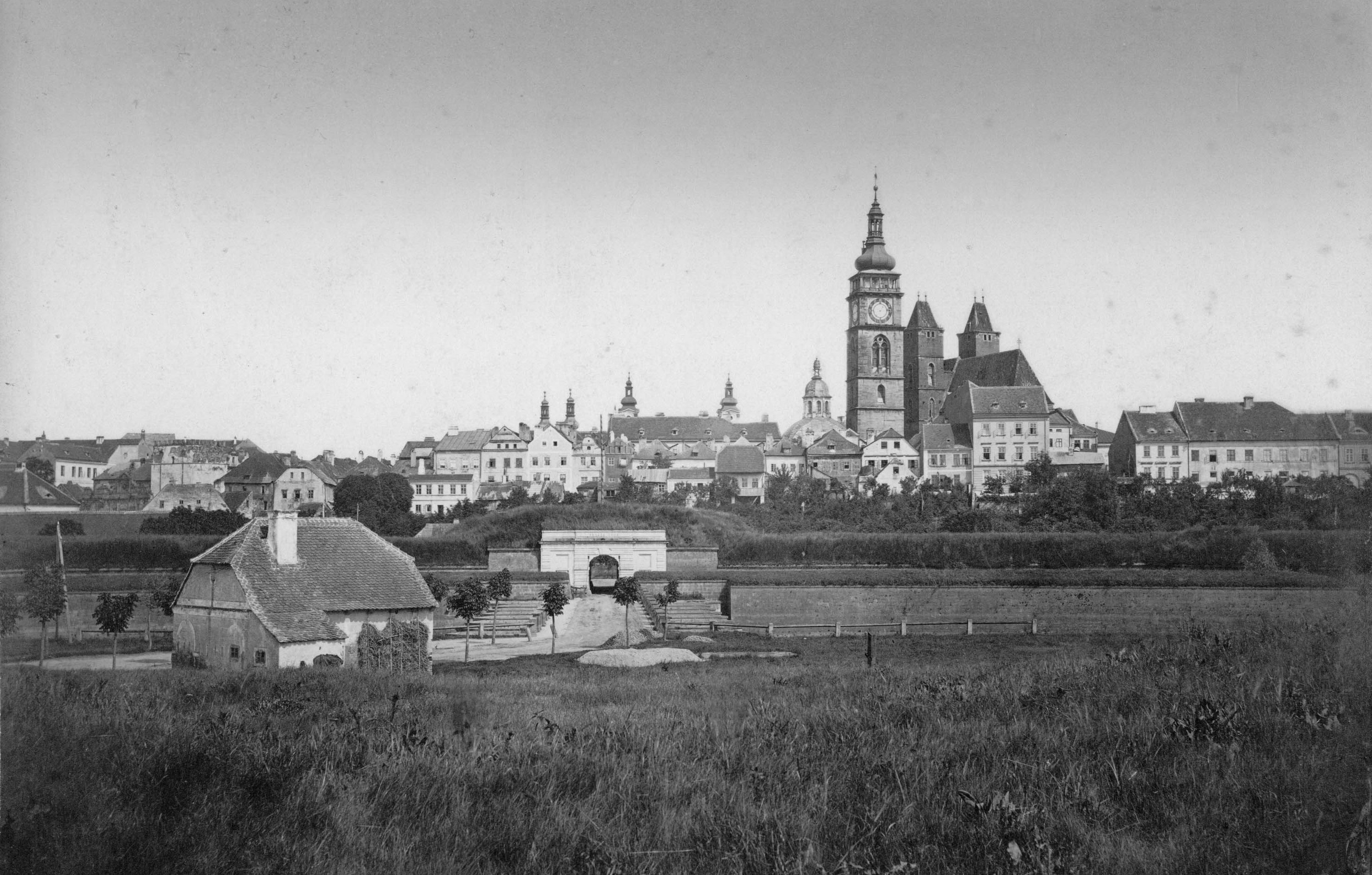
Hradec Králové obehnaný barokním opevněním, stav kolem roku 1880

### Pevnost Hradec Králové
Po ztrátě Kladska a Slezska ve slezských válkách musela rakouská monarchie nahradit ztracené kladské a slezské hraniční pevnosti. Náhradou se stal Hradec Králové, který byl ve 2. polovině 18. století proměněn na pevnostní město. Stavba pevnosti probíhala podle Vaubanových zásad rozpracovaných Mézièreskou školou, tedy podobně jako u pozdějších pevností Josefov a Terezín. Realizována byla podle projektu zpracovaného podplukovníkem inženýrem Václavem Pavlovským z Rosenfeldu a generálem Jakubem R. Spallartem. Stavbě nových opevnění musela ustoupit dvě královéhradecká předměstí a blízký kopec Rožberk, který byl rozebrán na stavební materiál. Řeky Labe a Orlice byly zregulovány, aby jejich koryta mohla být použita jako součást obranného systému. Opevnění na půdorysu osmicípé hvězdice s 10 metrů (7 metrů) vysokými zdmi a třemi vstupními branami vznikalo v letech 1766–1789 (1790). V první fázi stavby byla celá struktura zbudována v zemní podobě, až ve druhé fázi stavby, po roce 1779, byly valy opatřeny cihlovým armováním a byly dobudovány některé další prvky vnějšího opevnění.
Ve své době byla pevnost Hradec Králové nejmodernější pevností v celé rakouské monarchii, na srovnatelné úrovni bylo jen opevnění Olomouce. Její praktický význam byl ale nevelký: Když se v roce 1866 strhla v blízkosti Hradce Králové rozhodující bitva prusko-rakouské války, měla pevnost možnost prvního a jediného bojového využití – to ale spočívalo pouze ve snaze zabránit vítězným Prusům v postupu na Prahu, ti ovšem sofistikovanou pevnost jednoduše obešli a nechali u ní pouze jediný pozorovací vojenský sbor.
V roce 1893 pak hradecký městský zastupitel Ladislav Jan Pospíšil dojednal odprodej fortifikačních objektů a pozemků městu Hradec Králové a město záhy začalo s jejich bouráním. To probíhalo až do roku 1929.

### Pevnost v období bourání hradeb (1912)

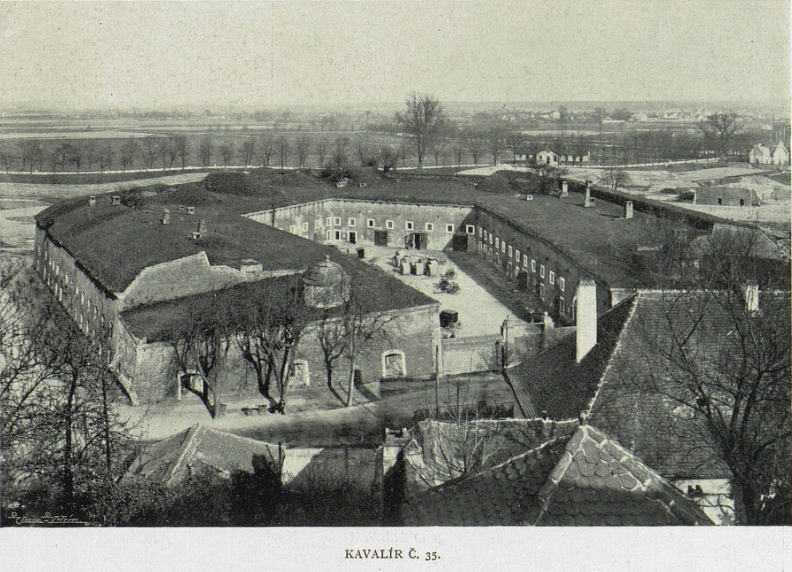
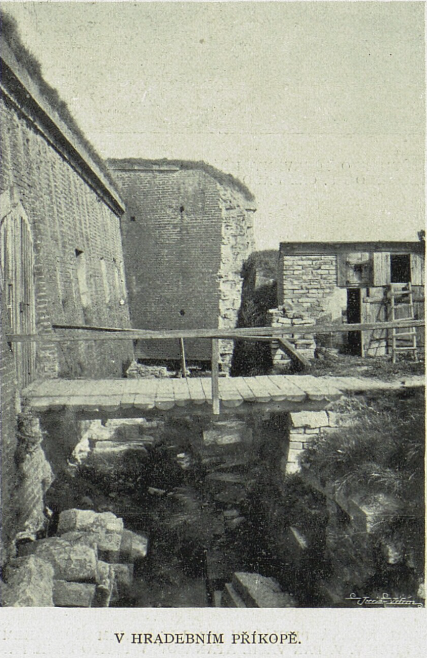
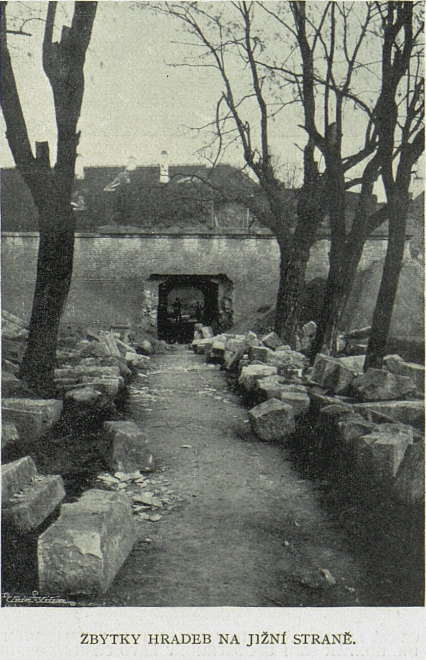

## Struktura

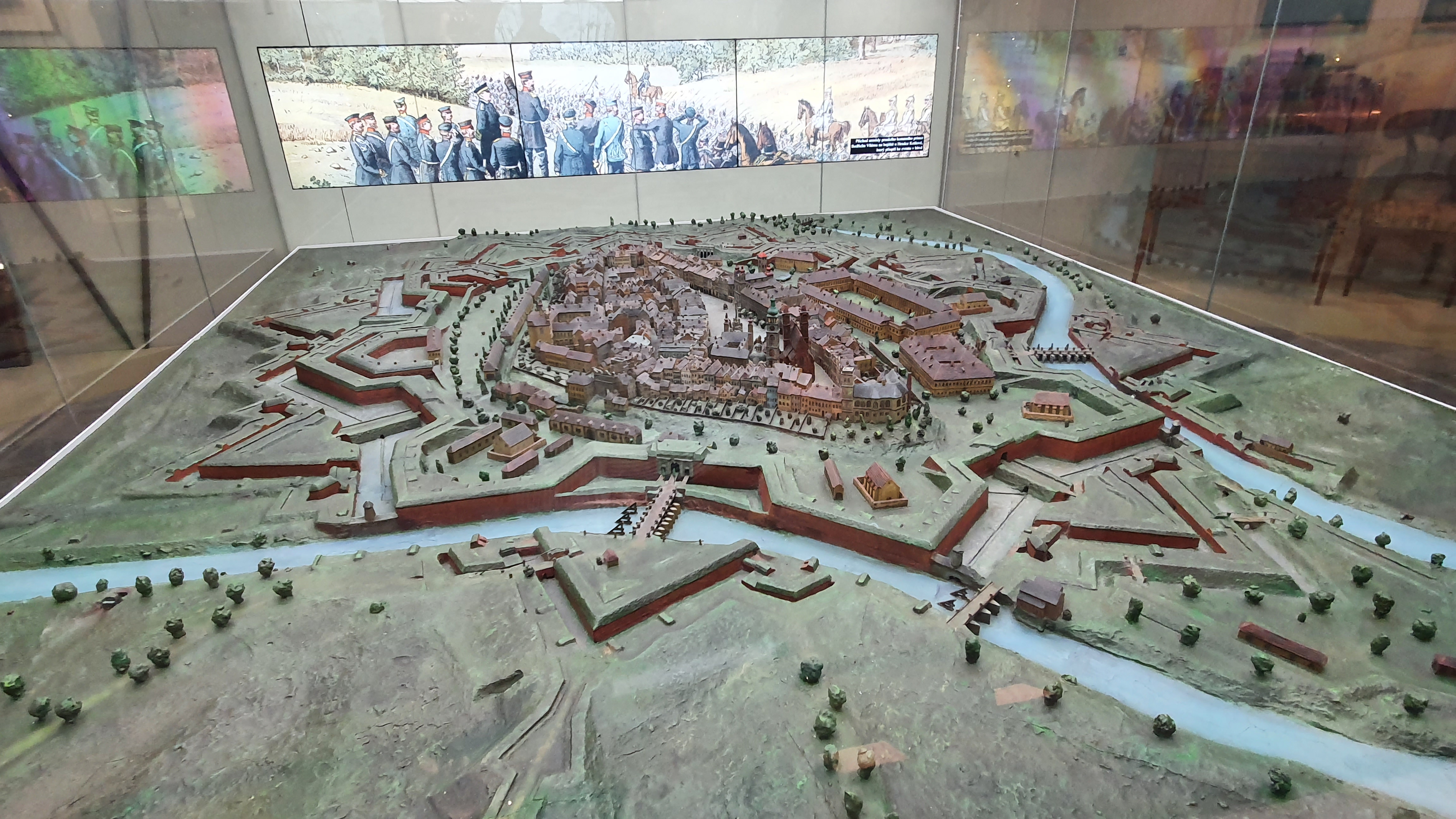
Model pevnosti v Muzeu východních Čech

Vnitřní fortifikaci tvořilo osm bastionů spojených kurtinami a chráněných buď přímo některou z řek – Labem nebo Orlicí – nebo umělým příkopem. Střední linii opevnění tvořilo osm trojúhelníkových ravelinů a dvě lunety. Vnější linií pak byla krytá cesta za příkopem. Vstup do pevnosti umožňovaly tři brány – Nová Pražská v dnešní Mostecké ulici, Nová Slezská v dnešní Nezvalově ulici (tyto brány navazovaly na Pražskou a Slezskou bránu středověkého hradeckého opevnění) a Moravská brána v dnešní ulici Ignáta Hermanna (ta navazovala na Rybářskou fortnu středověkého opevnění) – a pět poteren. Systém stavidel v opevnění umožňoval zaplavit celé předpolí pevnosti vodou z blízkých řek.
Ve druhé fázi stavby (po roce 1779) došlo kromě cihelného opláštění dříve jen zemních pevnostních prvků také k vybudování čtyř kasematových kavalírů na čtyřech nejohroženějších bastionech a spojovacích kaponiér v příkopech. Krytá cesta, která tvořila vnější linii opevnění, byla zesílilena lunetami, blokhausy a traverzy, před ní pak byly předsunuty tři lunety, v místní terminologii nazývané flošny (dle tvaru, z francouzského „la fléche“ – „šipka“ nebo „šíp“). Dvě z nich, dnes zvané Pivovarská flošna a Pajkrova flošna, se dochovaly do dnešních dnů. Třetí, tzv. Pražská flošna, stávala na rozhraní dnešní Gočárovy třídy a Ulrichova náměstí (dosud užíván místní název „Na Baště“).

## Dochované části

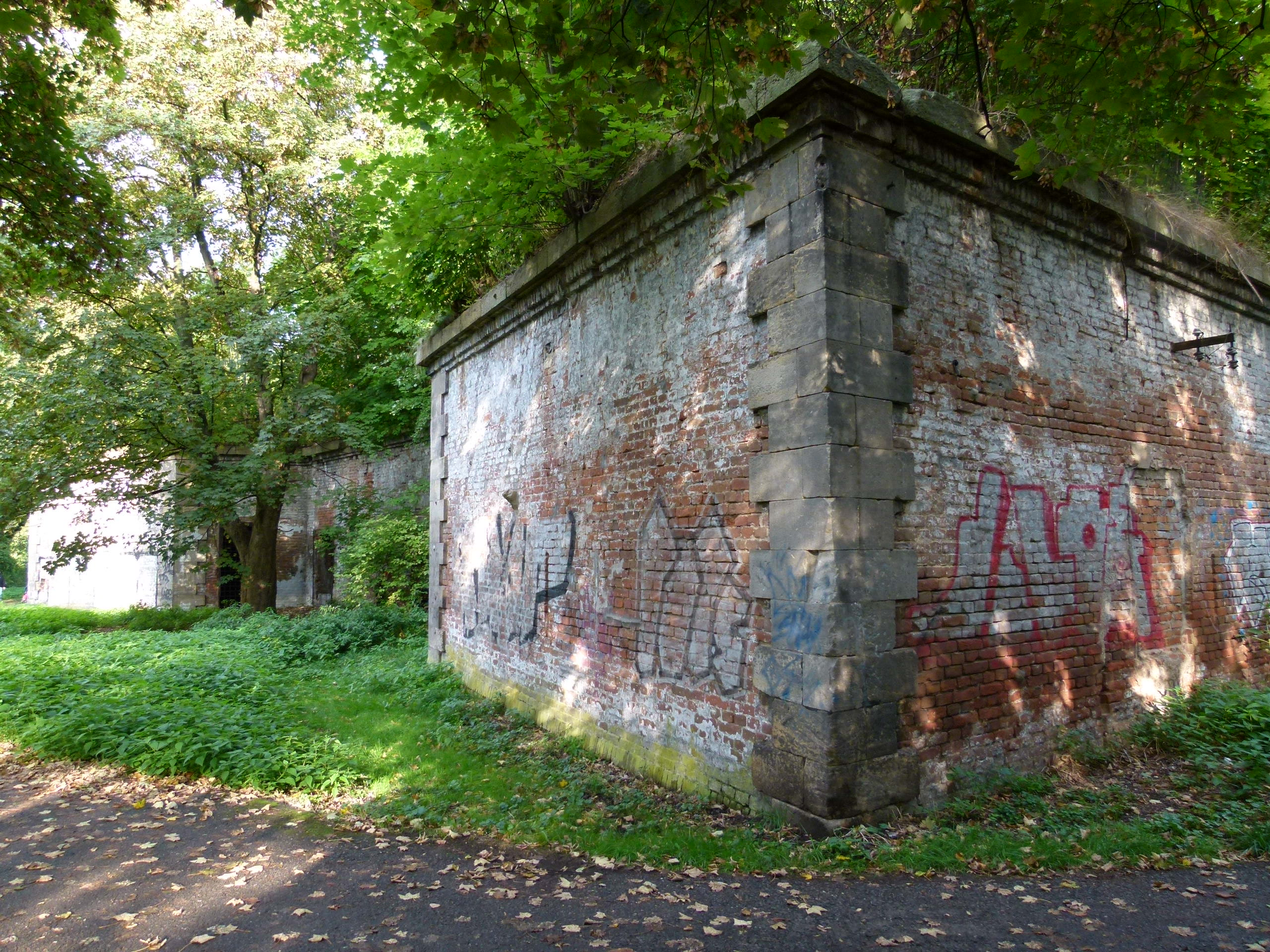
Pivovarská flošna

### Luneta XXXIX (tzv. Pivovarská flošna)
Stavba pochází z roku 1774. Z předsunuté lunety se zachoval pouze vnitřní kasematový objekt o čtvercovém půdorysu, který byl dlouho využíván pivovarem – odtud také označení Pivovarská flošna.

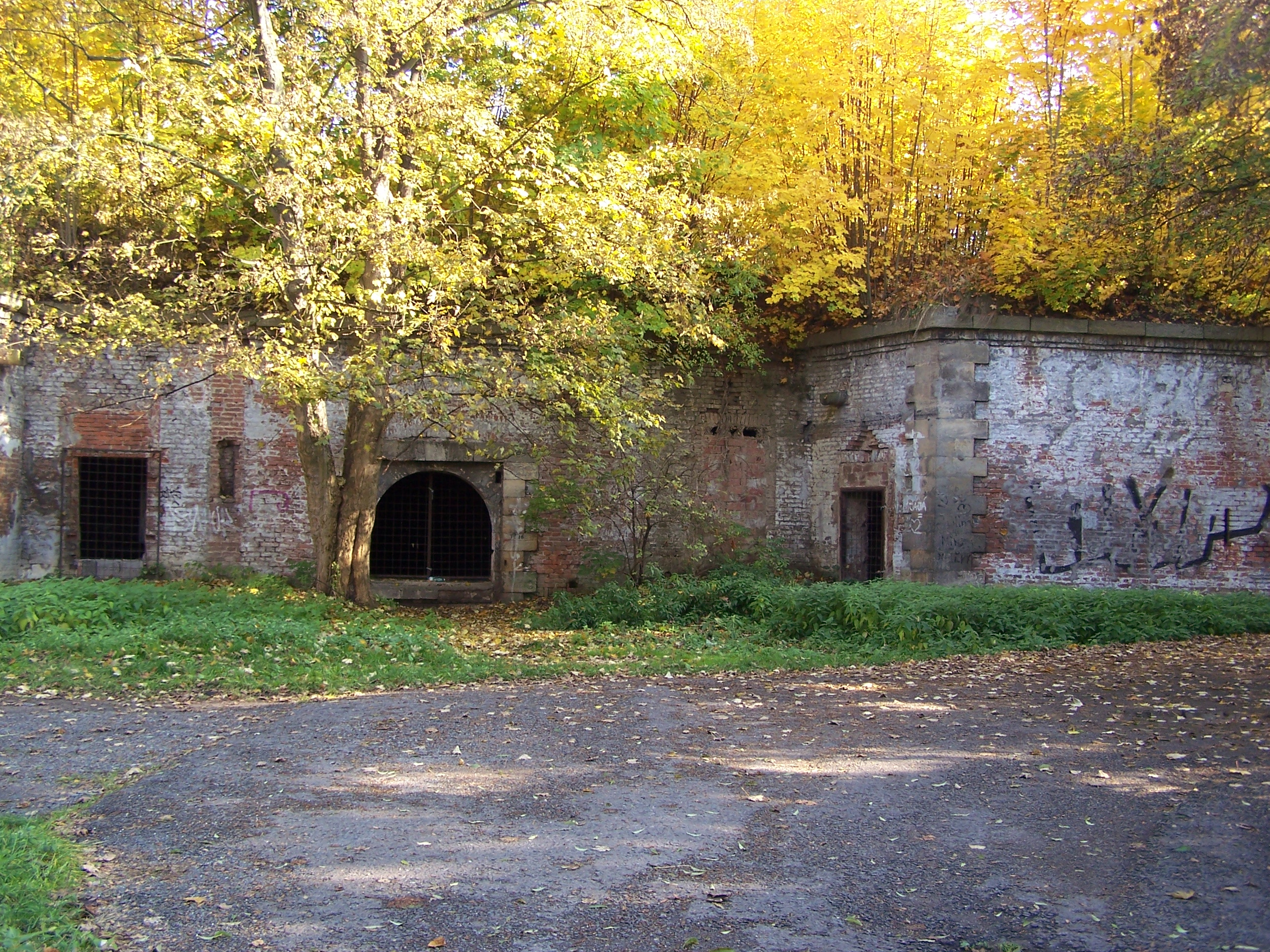
Pajkrova flošna

### Luneta XL (tzv. Pajkrova flošna)
Stavba pochází z roku 1774. Nachází se u Zahrady léčivých rostlin Farmaceutické fakulty UK. Z lunety se opět dochoval jen vnitřní kasematový objekt, jeho severní stěna je navíc porušená proražením tří vjezdů. Pajkrova flošna dlouho sloužila jako sklad královéhradecké firmy Rudolfa Pajkra.

### Koridor u Orlice
Jedná se o dvojici bran propojených opěrnou zdí dlouhou 46 metrů a vysokou 2,5 metru. Od bran směrem k řece klesají střílnové zdi, vždy se sedmi střílnami. Zdivo celého objektu je cihlové a stavba z doby kolem roku 1790 je situována na konci nábřeží U Přívozu.

### Panenka na Orlickém nábřeží
Na Orlickém nábřeží proti ústí Rautenkrancovy ulice stojí asi 3 metry vysoký kuželovitý sloup se základnou o průměru asi 2 metry a stříškou tvaru nízkého kužele. Celý objekt je pískovcový. Sloup byl umístěn na zděné spojovací příčce dvou hradeb a měl zabránit případnému pokusu o překonání této příčky. Stavba pochází z roku 1784. Sloup je tradičně označován jako tzv. panenka nebo též batardeau (počeštěně batardo). Výraz batardeau či batardo se nicméně korektně používá pro onu zděnou hráz, na které sloup stál. Ta ale splynula s kamenným opevnění nábřeží a výraz se tak v Hradci Králové tradičně užívá pouze k označení samotného kamenného sloupu.

### Panenka na Eliščině nábřeží

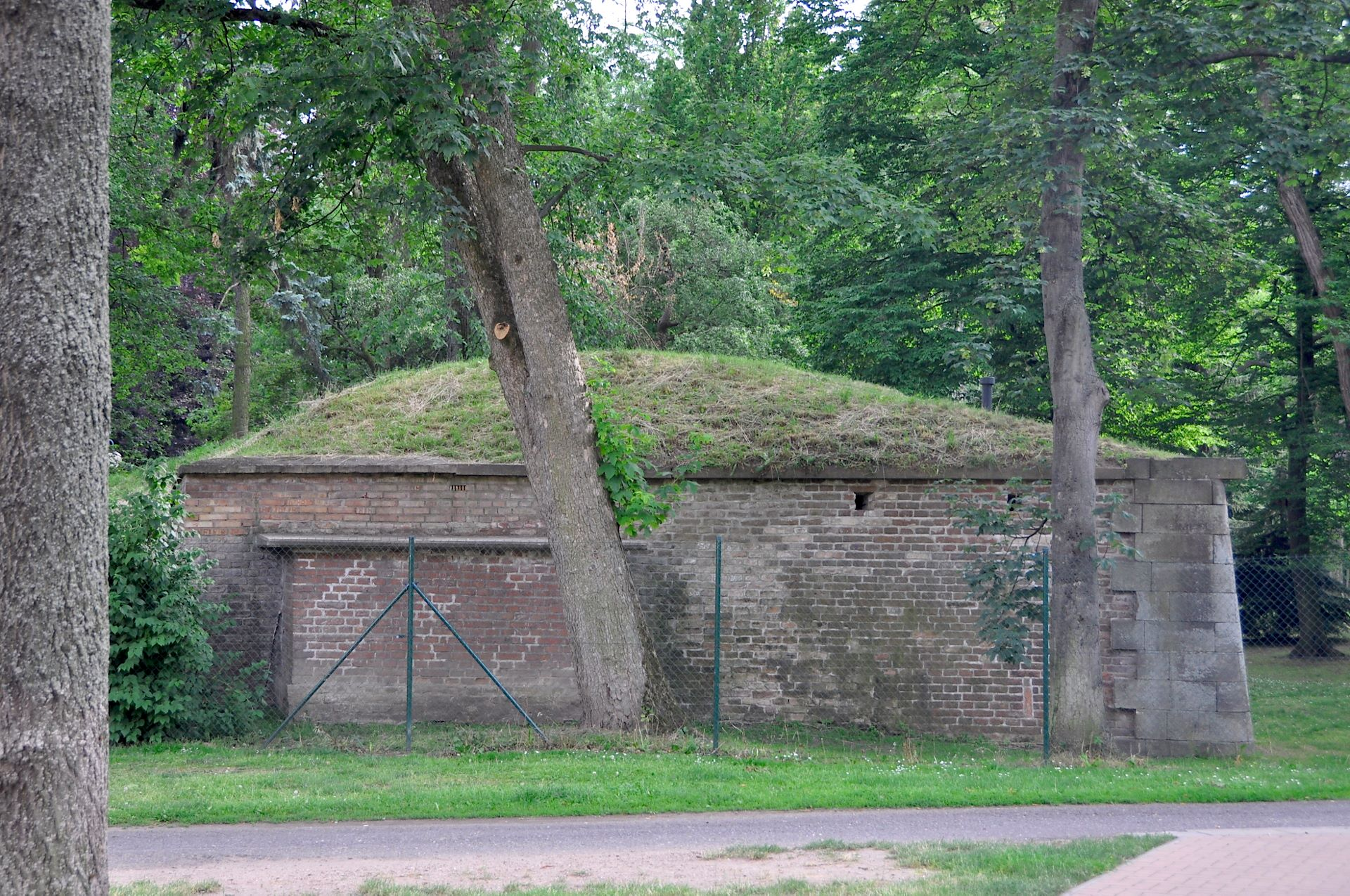
Nároží ravelinu v Jiráskových sadech

Další panenka stejných rozměrů stojí na Eliščině nábřeží v blízkosti Muzea východních Čech.

### Nároží ravelinu XIV
Část kasematového objektu s pěchotními střílnami v Jiráskových sadech je pravděpodobně pravým nárožím ravelinu XIV, ovšem vzhledem ke komplikované struktuře opevnění to nelze říct s jistotou. Zdivo je cihelné, horní římsa a nároží pískovcové, stavbu kryje hliněný násyp. Ve zdi jsou patrné střílny, pod římsou pak čtvercové otvory dýmníků, které sloužily k odvětrávání dýmu při střelbě. Objekt pochází z roku 1784. Stavba sloužila mj. jako úložný prostor pro nářadí k údržbě Jiráskových sadů, poté za 2. světové války byla veřejným protileteckým krytem. Součástí této části opevnění byla i poterna – tunelovitý průchod zakončený na obou stranách portály. Tunel dlouhý asi 7,5 metru pochází z období kolem roku 1790 a jeho účelem bylo umožnit pěchotnímu vojsku výpad ven z pevnosti proti případnému nepříteli.

### Špice ravelinu IX s příkopem a krytou cestou

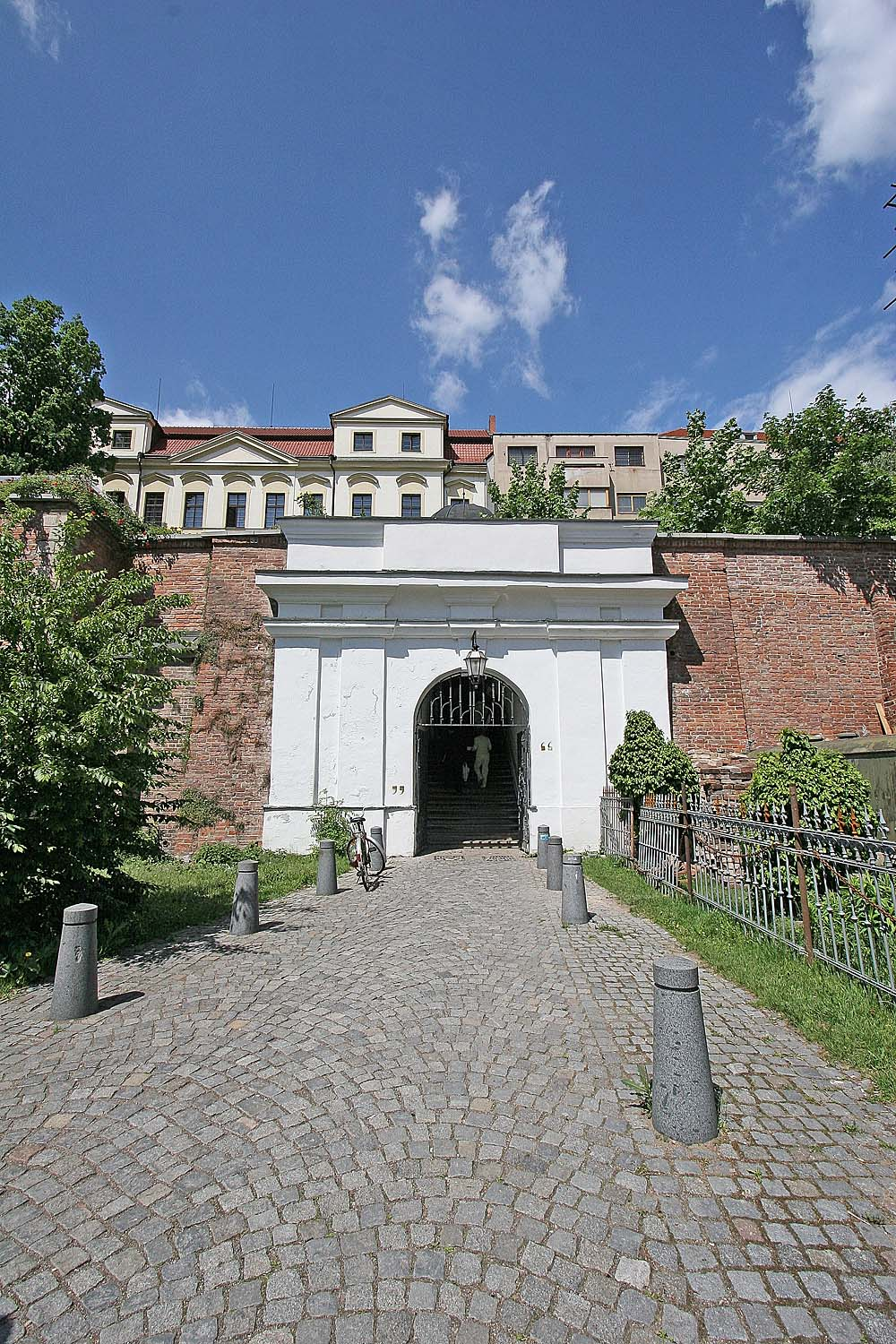
Vstup na schodiště Bono publico

V Šimkových sadech za budovou lékařské fakulty se nachází špice ravelinu IX i s příkopem a také asi 400 metrů dlouhý úsek tzv. koliště (glacis). Viditelná část ravelinu – strany mají délku cca 34 a 37 metrů – je asi čtvrtinou jeho původní velikosti, zbytek je ukryt pod okolními stavbami. Hrot hradby je osazen pískovcem, stejně jako římsa v horní části zdi, jinak je zdivo cihlové. Stavba pochází z období kolem roku 1785.

### Boční kasematové prostory kavalíru XXXIII (též pevnostní zásobárna)
Boční kasematové prostory kavalíru XXXIII, který posiloval obranu v bastionu VIII, jsou vlastně jedinými pozůstatky bastionu z celé pevnosti. Původně sloužily tyto objekty ke skladovacím účelům, byly ale mnohokrát přestavovány. Zejména byly do zdí proraženy otvory pro dveře a větší okna, režné cihlové zdivo bylo omítnuto, byly odstraněny hliněné náspy a budovy tak vlastně zcela ztratily pevnostní charakter. Původně ubytovací objekt začal sloužit jako velitelská budova. Objekty se staly součástí Gayerových kasáren.

### Kryté schodiště Bono publico
Kryté městské schodiště Bono publico bylo postaveno vojenským erárem, aby spojilo důležité kasárenské budovy. Empírová brána má charakteristický pevnostní vzhled.

### Pevnostní zbrojnice
Pevnostní zbrojnice je pozdně barokní objekt z let 1787–90. Je situován v blízkosti dnešní ulice Jana Koziny a byl rekonstruován na hotel.

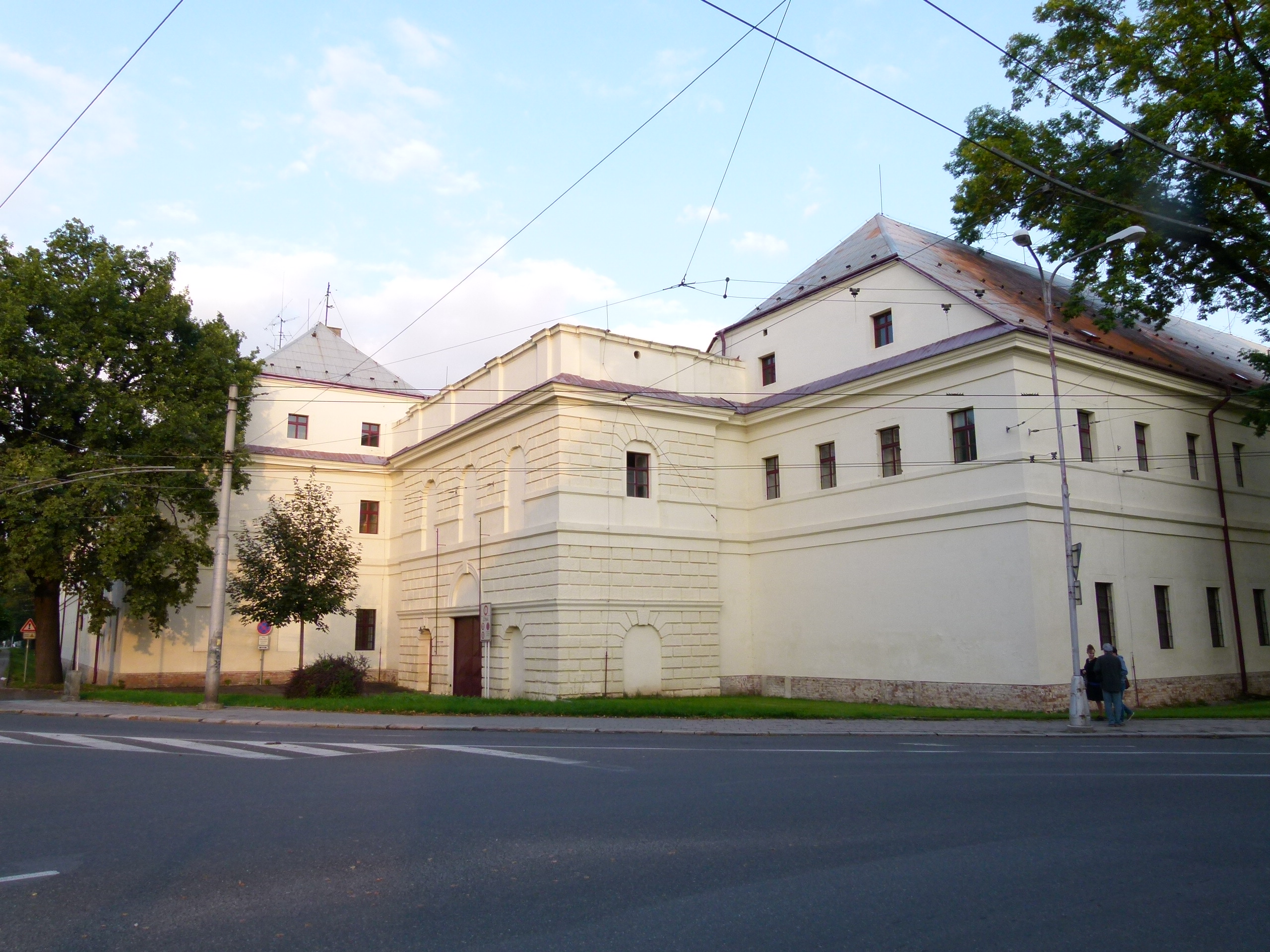
Pěchotní kasárna

### Pěchotní kasárna

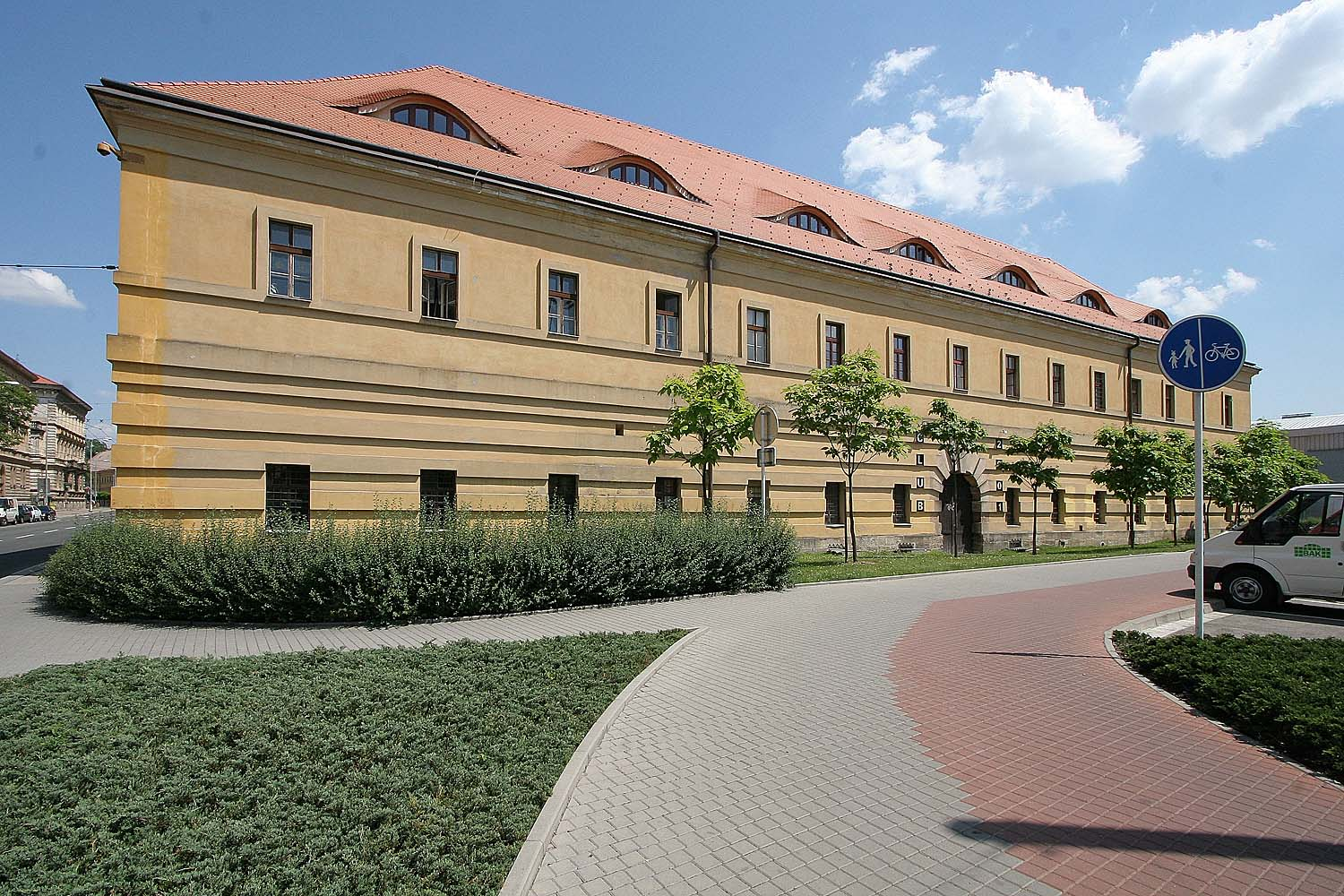
Jezdecká kasárna

Pěchotní kasárna jsou rozsáhlá jednopatrová obdélníková budova při Komenského ulici. Jedná se o čtyřkřídlý objekt, v nárožích spojený úzkými krčky. Fasády jsou poměrně střídmé, pouze na spojovacích krčcích bosované. Stavba pochází z let 1785–88 a v současné době patří Ministerstvu obrany.

### Jezdecká kasárna
Bývalá jezdecká kasárna jsou situována v blízkosti kasáren pěchotních. Jedná se rovněž o čtyřkřídlou obdélnou budovu, má ale navíc jedno příčné křídlo. Budova z let 1786–87 má fasádu vizuálně zajímavější zejména díky výrazným římsám a kamennému obkladu soklu. Budova je využívána jako okresní soud.

### Prachárny
Prachárny byly obdélníkové budovy s valbovou střechou, v nichž se skladoval střelný prach. Z bezpečnostních důvodů byly situovány mimo obvod města. Jedna z nich se zachovala v blízkosti kruhového objezdu propojujícího silnice I/33 a I/35 (na zeměpisných souřadnících N50° 13' 51 E15° 47' 23), druhá pak jižněji, v blízkosti silnice I/11 (N50° 12' 38 E15° 46' 31). Obě nicméně prošly výraznými novodobými přestavbami.

### Ženijní velitelství
Ženijní velitelství pevnosti bylo postaveno v letech 1787–97, stálo naproti kavalíru XXXV a sloužilo jako sídlo velitele posádky. Dnes je situováno na křížení ulic Mýtská a Československé armády. Stavbu objektu vedl podplukovník Kleindorf, který byl stavitelem celé hradecké pevnosti. Po zrušení pevnosti bylo patro budovy upraveno na byt generála. Stavba je v soukromém vlastnictví a v přízemí je provozována restaurace. Zajímavostí je, že naproti stojící funkcionalistická budova krajského soudu ze 30. let 20. století půdorysně kopíruje původní pětiúhelníkový pevnostní kavalír.

### Důstojnický dům
Klasicistní jednopatrový dům pochází z období kolem roku 1780 a byl určen pro ubytování štábních důstojníků. Sloužil také jako sídlo správy a údržby pevnosti. Dům stojí v ulici V Kopečku čp. 81–82. V roce 2000 byl kompletně rekonstruován a archeologický průzkum odhalil, že stojí na pozůstatcích dolní hradby středověkého městského opevnění ze 14. století.

### Vojenská nemocnice
Objekt vojenské nemocnice z let 1787–88 stojí na místě původního minoritského kláštera (dnes ulice Dlouhá a Radoušova). Původní barokní podoba stavby byla nicméně novodobými úpravami výrazně poškozena.

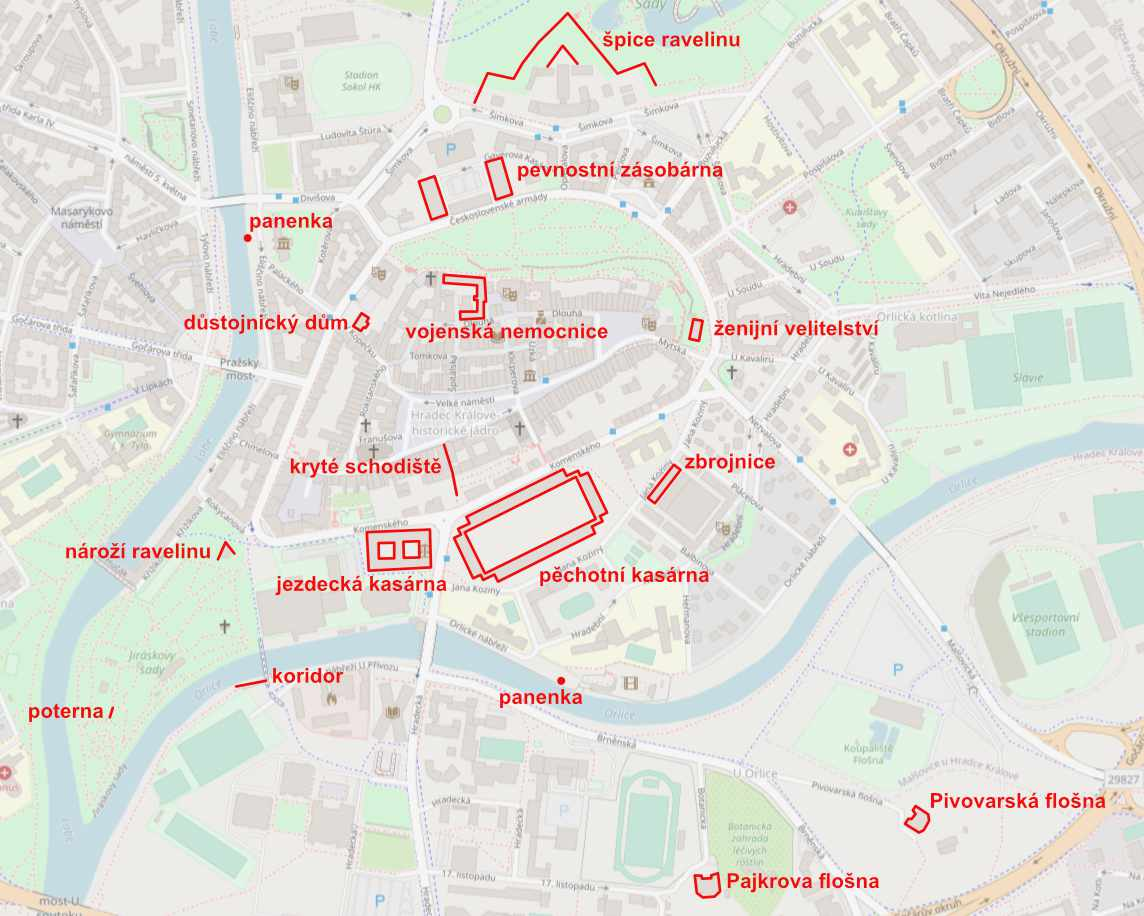

## Popularizace

### Expozice Muzea východních Čech
V Muzeu východních Čech v Hradci Králové je instalován model vojenské pevnosti ve stavu k roku 1865. Model v letech 1908–1916 vytvořil tehdejší muzejní kustod František Žaloudek.
V roce 2015 byla k 250. výročí zahájení stavby pevnosti v tomtéž muzeu otevřena výstava Pevnost Královéhradecká. Kromě výše zmíněného modelu, stavebních plánů pevnosti a dobových předmětů jak inženýrských, tak vojenských, výstava představila také osobnost Karla Josefa Bienera z Bienenberka, hlavního inženýra z počátků budování pevnosti a také zakladatele české archeologie. Výstava byla otevřena až do roku 2017.
V prosinci 2021 byla otevřena nová stálá historická expozice Cesty města v Muzeu východních Čech. Jednou z jejích částí je expozice K pevnosti, která opět obsahuje model barokní pevnosti od F. Žaloudka.

### Další místa
V roce 2019 byly při rekonstrukci Gayerových kasáren v Hradci Králové a budování parkovacího domu Jana Gayera v jejich areálu objeveny základy jednoho bastionu a kavalíru. Jedná se bastion 8, který v pevnosti sloužil jako pekárna a sklad potravin. Nález zůstal zachován: částečně pod základy parkovacího domu, částečně bude průhled na něj umožněn přes podlahu plánované nové přístavby. Muzeum východních Čech do budoucna plánuje vznik samostatné expozice věnované královéhradecké pevnosti. Ta by mohla vzniknout právě v blízkosti parkovacího domu Jana Gayera.
Pozůstatky barokního městského opevnění je možné si prohlédnout na městském procházkovém okruhu č. 3. Jedná se o 5,5 km dlouhou procházku, která začíná před Muzeem východních Čech. Jednotlivá zastavení jsou osazena informačními panely. Na Malém náměstí je pak v dlažbě instalován bronzový reliéf půdorysu pevnostního města.